# Ascrea
Ascrea é uma comuna italiana da região do Lácio, província de Rieti, com cerca de 284 habitantes. Estende-se por uma área de 14 km², tendo uma densidade populacional de 20 hab/km². Faz fronteira com Castel di Tora, Collegiove, Longone Sabino, Marcetelli, Paganico Sabino, Pozzaglia Sabina, Rocca Sinibalda, Varco Sabino.

## Demografia
| Variação demográfica do município entre 1861 e 2011                               |
|                                                                                   |
| Fonte: Istituto Nazionale di Statistica (ISTAT) - Elaboração gráfica da Wikipedia |